# Пуштуни
Пушту́ни (пушту پښتانه, Pəx̌tānə́) або афга́нці — іранський народ Центральної і Південної Азії. Загальна кількість станом на початок 2020-х рр. — 60—70 млн осіб. Складає основну частину населення Афганістану (15,3 млн). Друга за чисельністю національна меншина Пакистану (43,4 млн; Пуштуністан). Мають численні діаспори в Індії (3,2 млн), ОАЕ (338 тис.), США (138 тис.) Ірані (110 тис.).
Носії мови пушту, що належить до іранської групи мов. Частина афганських пуштунів володіють також східноперською як другою мовою, а більшість індійських пуштунів — гінді-урдівською.
Представники індо-іранського або паміро-ферганського типів європеоїдної раси. Панівна релігія — сунітський іслам. Головні племена в Афганістані — дуррані (бл. 1,5 млн) і гільзаї (бл. 1,5 млн); в Пакистані — юсуфзаї, афридії, моманди. Традиційне господарювання — землеробство і скотарство. У осілих пуштунів житла глинобитні, у кочових — чотирикутні чорні повстяні шатра. В ряді племен (особливо кочових і напівкочових) феодальні відносини переплітаються з залишками родового ладу (існування хелів — родових общин і військових осередків, виборність родових старшин—маликів, громадські переділи землі тощо).

## Назва
- Пушту́ни, або пашту́ни (від англ. Pashtuns; пушту پښتانه, Pəx̌tānə́[1], [пехтане];)
- Пата́ни, або пата́нці (від гінді पठान, Paṭhān; англ. Pathans) — назва індійського походження, яка поширена в британській англійській мові[2][3]; первісно стосувалася лише мешканців районів східніше лінії Дюрана[3][4].
- Афгани, або афганці (від перс. افغان‎, Afğân, або бактр. Abgân, αβγανο)[5][6] — етнонім перського походження, відомий з VI ст. Згадується у тратктаті Варахаміхіри у формі Avagāṇa[7], а також працях китайського ченця-буддиста Сюаньцзана.

## Історія
Асоціюються із стародавнім племенем пактів (पक्थास, Pakthās), які згадані у Ріг-Веді, під час битви десяти царів. Події умовно датуються 1500—1200 рр. до н. е.
Близько 430 р. до н. е. пактів (Pactyans) згадує і Геродот у своїй «Історії», як войовничий народ на північ від Індії.
- 652—705: Ісламське завоювання Афганістану
- 1218—1221: Монгольське завоювання Середньої Азії
- 1709—1738: Хотацька імперія
- 1747—1823: Дурранійська імперія
- 1823—1926: Емірат Афганістан
  - І англійсько-афганська війна (1839—1842)
  - ІІ англійсько-афганська війна (1878—1880)
  - ІІІ англійсько-афганська війна (1919)
  - Громадянська війна в Афганістані (1928–1929)
- 1926—1973: Королівство Афганістан
- 1973—1978: Республіка Афганістан
- 1978—1992: Демократична Республіка Афганістан
  - афгансько-радянська війна (1979—1989)
  - Громадянська війна в Афганістані (1989—1992)
- 1992—2001: Ісламська Держава Афганістан
  - Громадянська війна в Афганістані (1992—1996)
- 1996—2001: Ісламський Емірат Афганістан
  - Громадянська війна в Афганістані (1996—2001)
- Афганістан
  - Війна в Афганістані (2001–2021)

## Генетика
- Y-хромосомні гаплогрупи: R1a (R1a1a-M198) — 67.4 %; G2c (G2c-M377) — 14.7 %[10], L (L-M20) — > 10 %.

- За R1a близькі до брахманів із Західної Бенгалії; маніпурів Індії; таджиків, киргизів; а також, українців.

## Розселення

Етнічна мапа, станом на 1980 рік.
Пуштуни
Белуджі
Пенджабці
Синдхи

- Пакистан: 43,444,221 (2021)[11][12]
- Афганістан: 15,390,402 (2020)[13]
- Індія: 3,200,000 (2018) [не говорять пуштунською]; 21,677 (2011) [говорять пуштунською][14][15][16]
- ОАЕ: 338,315 (2009)[17]
- США: 138,554 (2010)[18]
- Іран: 110,000 (1993)[19]
- Велика Британія: 100,000 (2009)[20]
- Німеччина: 37,800 (2012)[21]
- Канада: 26,000 (2006)[22]
- Росія: 9,800 (2002)[23]
- Австралія: 8,154 (2006)[24]
- Малайзія: 6,000 (2008)[25]
- Україна: 5,000 - 20,000
- Таджикистан: 4,000 (1970)[19]
- Фінляндія: 1,181[26]

## Мова

Поширення пуштунської мови:
панівна
одна з багатьох мов

Пуштунська мова належить до східноіранських мов. Близька до мунджійської мови, найближчої до вимерлої бактрійської. Має спільні риси із согдійською, хорезмійською, шугнанською, сангліцькою і хотано-сакською мовами.
Гіпотетично, історичною батьківщиною пуштунської мови є Бадахшан, де вона постала у тісному контакті з сакськими (східно-скіфськими) і хотанськими мовами. Ряд лінгвістів, такі як Георг Моргенштерн, вважають пуштунську діалектом сакської. Крім цього пуштунська має спільну лексику з осетинською, яка відсутня в інших східноіранських мовах.

## Відомі пуштуни
- Шарбат Гула — афганська жінка, котра стала відомою завдяки фотографії у журналі National Geographic в 1985 році.
- Сухайла Сіддік — одна з небагатьох жінок-лідерів уряду Афганістану і є єдиною жінкою в історії Афганістану, яка мала звання генерал-лейтенанта, працювала міністром охорони здоров'я з грудня 2001 по 2004 рік.